# Pelecus cultratus
Genre
Espèce
Statut de conservation UICN

 LC  : Préoccupation mineure
Pelecus cultratus, pélèque sabre, est une espèce de poissons osseux d'eau douce de la famille des cyprinidés.

## Répartition et habitat
Il se répartit en Europe centrale, orientale et septentrionale : du bassin de l'Oder aux monts Oural, au sud jusqu'au bassin du Danube dans son ensemble (de l'Allemagne à la Bulgarie) et au nord dans une grande partie du bassin de la mer Baltique (du Danemark à la Finlande et au lac Onega). Il n'est pas présent dans le bassin de l'Elbe ni du Rhin. Il est aussi naturellement présent en Asie centrale dans le bassin de la mer d'Aral (Amou-Daria et Syr-Daria) ainsi que dans le nord du Moyen-Orient dans les cours d'eau tributaires de la mer Noire et de la mer Caspienne : nord de la Turquie, pays du Caucase, nord de l'Iran.
Il se trouve dans les grands cours d'eau lents, les lacs et les estuaires, principalement en eau douce mais aussi saumâtre. Il vit en bancs à la surface des étendues d'eau.

## Description
S'il mesure en moyenne 25 cm de long, certains spécimens peuvent atteindre 60 cm.

## Alimentation
Il se nourrit de zooplancton, d'invertébrés terrestres et de petits poissons.